# Sainte-Croix d'Aghtamar
La cathédrale Sainte-Croix d'Aghtamar (en turc Akdamar Kutsal Haç Kilisesi, en arménien Սուրբ Խաչ, Sourp Khatch), est une église apostolique arménienne médiévale, construite comme église palatine pour les rois de Vaspourakan, puis servant de siège au catholicossat d'Aghtamar. Elle est située sur l'île d'Akdamar (en arménien Aghtamar), sur le lac de Van, aujourd'hui en Turquie (autrefois en Arménie occidentale). 
Devenue un musée, elle faisait jadis partie d'un monastère, dont les principaux bâtiments ont été commandés par le roi Gagik Ier Arçrouni et construits entre les années 915 et 921 par le moine et architecte Manuel. Elle était censée abriter un fragment de la Vraie Croix, qui aurait été rapportée de Jérusalem en Iran avant d'être transférée dans la région de Van au VIIe siècle. Les autres églises qui se trouvaient tout autour du lac, plus de 150, furent par contre dès 1920 détruites ou affectées à d'autres usages. Qui plus est, sur les 2500 églises et 500 monastères d’Arménie occidentale, l’église Sainte-Croix d’Aghtamar fait partie des deux seules églises, avec Vasourp Guiragos (de), restaurées.

## Histoire
Le site conserve les restes d'un monastère bâti en 653, dernier vestige du royaume de Vaspourakan. Les principaux bâtiments ont été commandés par le roi Gagik Ier Arçrouni et construits entre les années 915 et 921, par un architecte nommé Manuel. L'intérieur mesure 14,80 mètres sur 11,5 mètres. Le dôme atteint 20,40 mètres. Les peintures intérieures ont été réalisées au Xe siècle. Bien que maintenant détruit, le siège patriacal du Vaspourakan entourait à l'origine l'église Sainte-Croix, et fut longtemps résidence d'un des catholicos d'Arménie (le catholicossat date de 1113), jusqu'en 1895.
En 1915, pendant le génocide arménien, les moines ont été massacrés et les bâtiments monastiques détruits ; seule l'église, qui subit de graves déprédations, a subsisté bien que la préfecture de la ville eût ordonné sa destruction en 1951. En effet, elle fut sauvée in extremis grâce à l'intervention de l'écrivain Yaşar Kemal.
Le site a été interdit aux étrangers jusqu'à la fin des années soixante. La cathédrale, enfin restaurée et inaugurée le 29 mars 2007, a été proposée en 2015 pour une inscription au patrimoine mondial et figure sur la « liste indicative » de l’UNESCO dans la catégorie patrimoine culturel.

## Légende
L'appellation d'origine Aghtamar est tirée d'une légende arménienne : chaque nuit un garçon rejoignait l'île à la nage, guidé par une flamme tenue par sa bien-aimée, la princesse Tamar. Lorsque le père de la jeune fille découvrit ses amours clandestines, il éteignit la flamme et l'amoureux se noya. Lorsque l'on découvrit son corps sur la rive du lac, ses lèvres, pourtant mortes, semblaient dire : « Ah ! Tamar ».

## Complexe monastique
L'église forme un plan en croix à quatre absides. L'intérieur est très endommagé, malgré de très belles fresques. Le style est simple, les personnages secondaires sont représentés les uns au-dessus des autres. La frise continue de bas-reliefs qui tapisse les murs extérieurs fait du monument un des plus originaux de la chrétienté. La particularité du lieu réside dans les frises circulaires sculptées extérieures, représentant des scènes de chasses par exemple, mais aussi des scènes bibliques : les bas-reliefs des façades sud et nord illustrent des scènes de l'Ancien Testament. La façade ouest est ornée de croix et d'anges tandis que le roi Gagik présente au Christ le modèle de son église. La façade orientale quant à elle représente des saints et des prophètes.

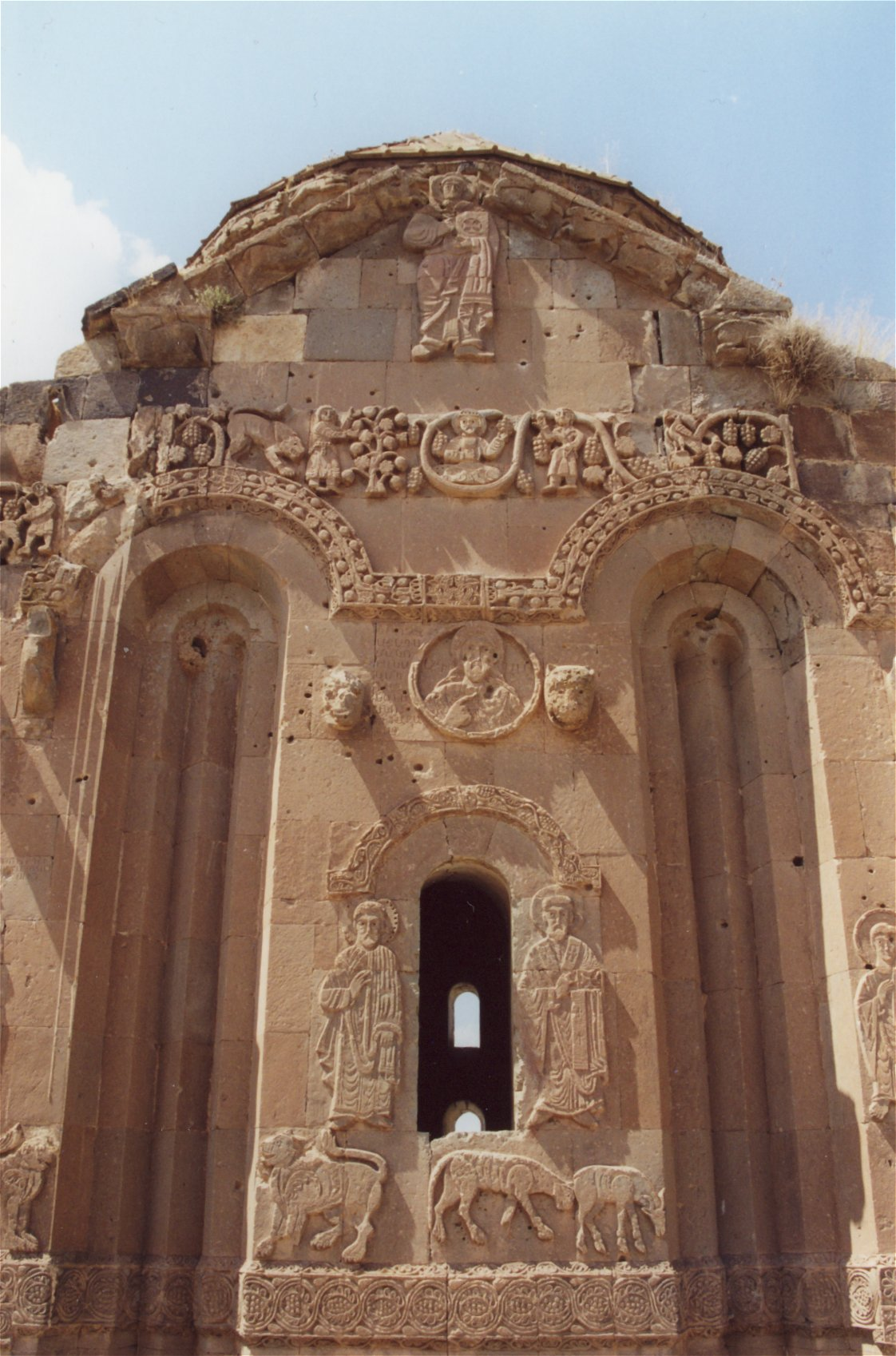
Façade orientale.
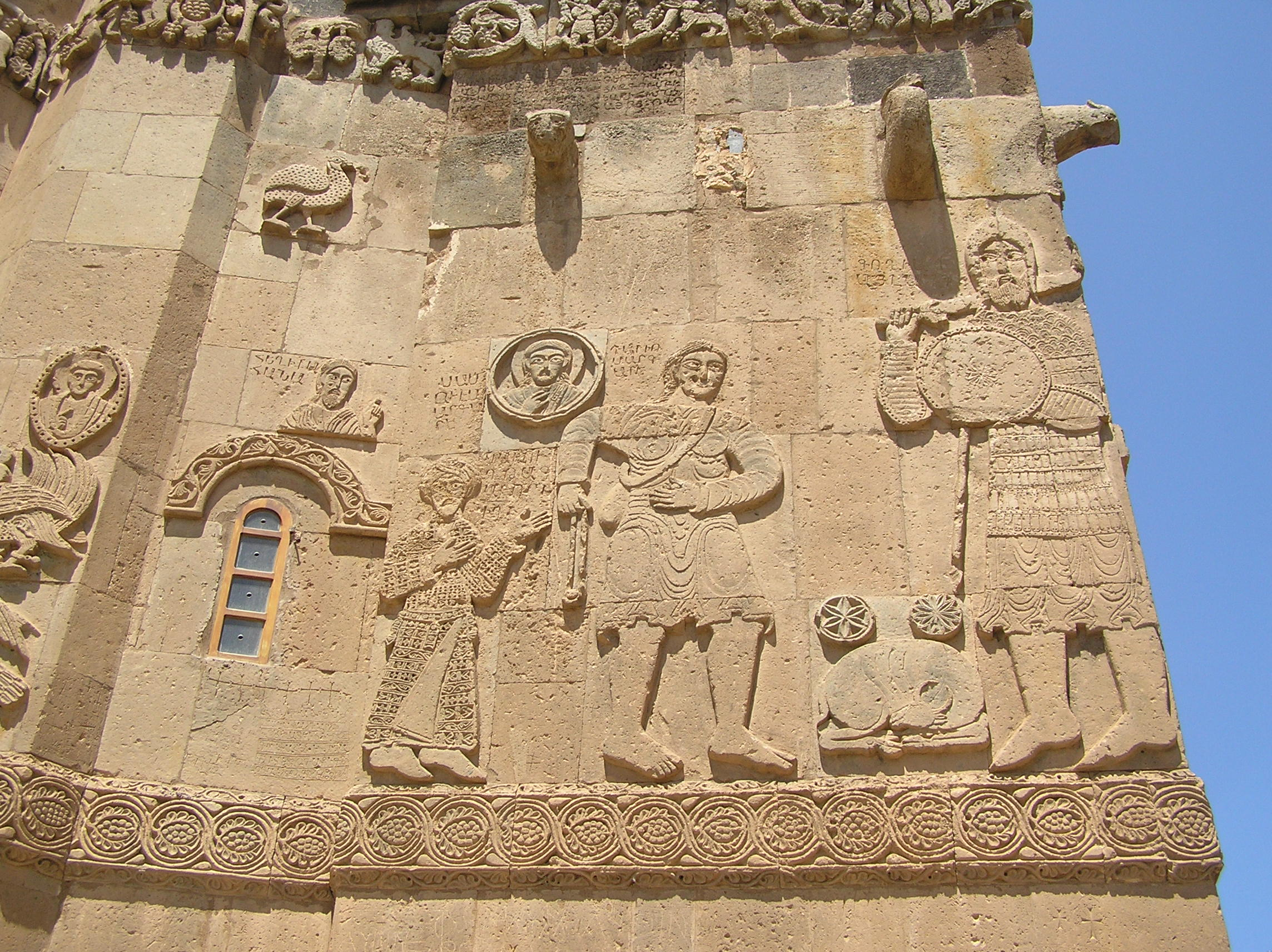
Façade méridionale ; en haut (de gauche à droite) : un saint et les prophètes Élie et Samuel ; en bas (de gauche à droite) : Saül, David et Goliath.
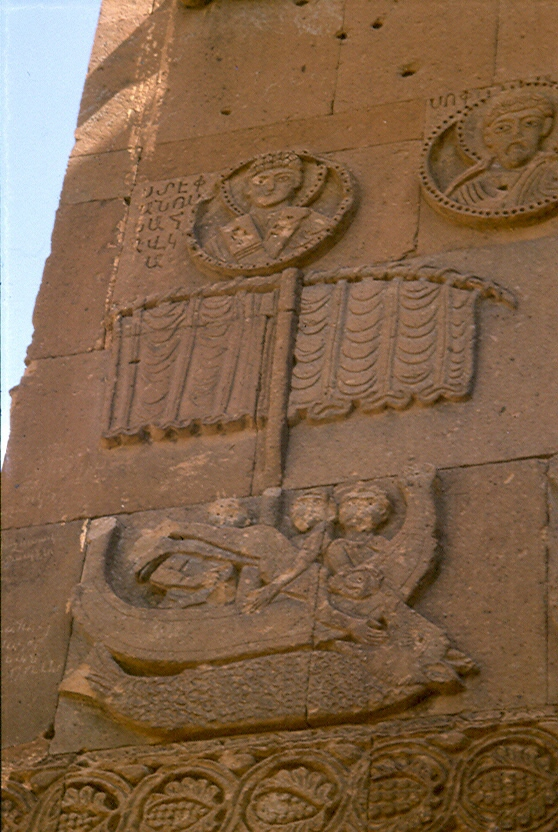
Façade méridionale ; le prophète Jonas avalé par la baleine.
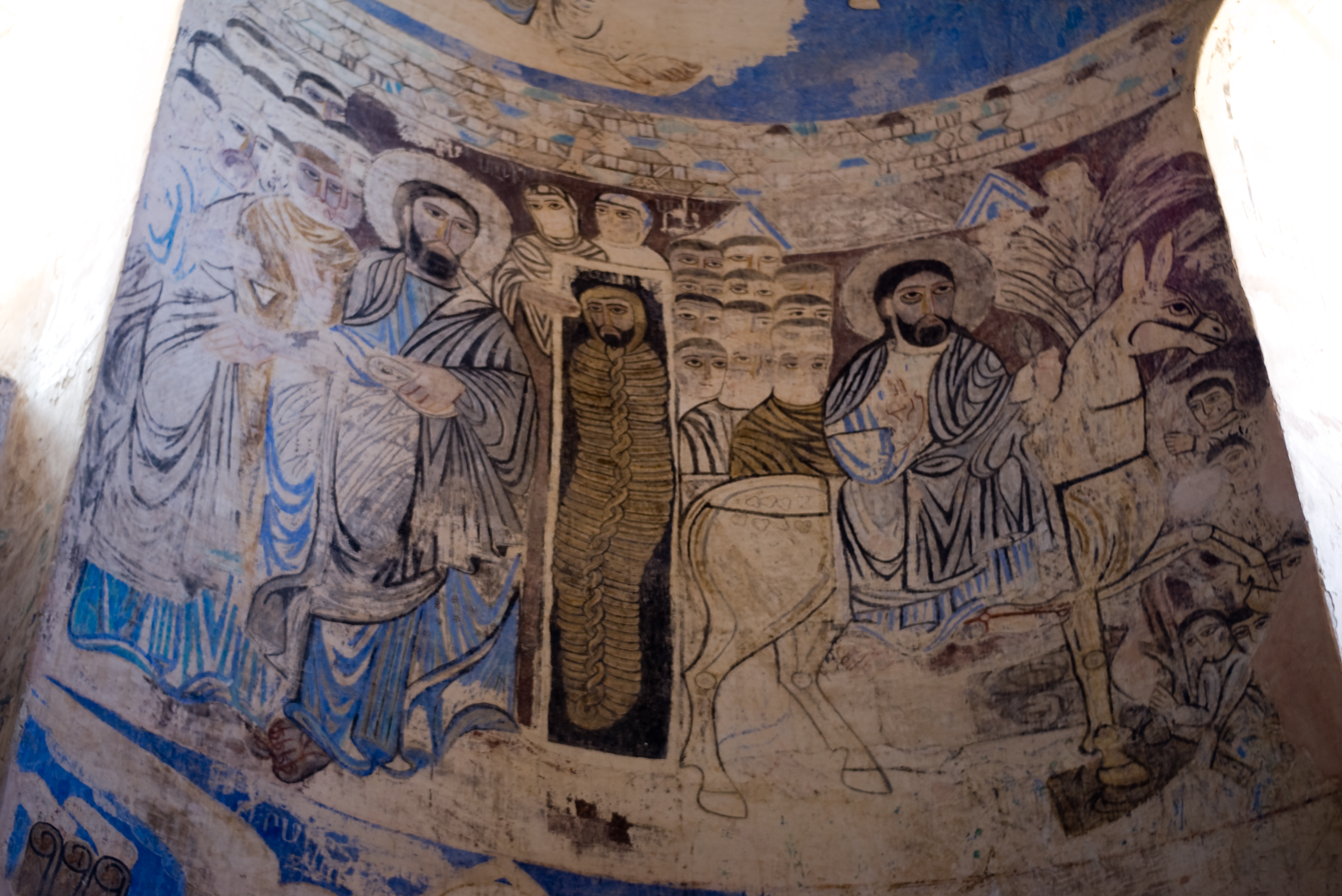
Abside occidentale ; résurrection de Lazare et entrée à Jérusalem.

## Restauration controversée
À partir de 2005, le gouvernement turc entame un programme de restauration de l'église financé par le ministère turc de la culture à hauteur d'un million d'euros environ (2 millions de livres turques). Les travaux prennent fin en octobre 2006 et l'inauguration a lieu le 29 mars 2007. Ces travaux de restauration sont très controversés et cette inauguration est boycottée par plusieurs personnalités arméniennes dont le catholicos Karekin II. En effet, le lieu est transformé en musée et la célébration d'une messe n'y est autorisée par la Turquie qu'une seule fois par an (chaque année depuis 2010) ; en dehors de cette journée, prier y est interdit, tout comme y allumer une bougie. Par ailleurs, les autorités turques ont rebaptisé le lieu en Akdamar qui signifie « veine blanche » en turc. Aucune pancarte ne permet de comprendre qu'il s'agit d'un haut lieu de l'histoire arménienne.
Ara Sarafian (en), historien britannique d'origine arménienne, a constaté que la restauration serait un « pas positif », bien qu'il note que le mot « arménien » n'apparaît sur aucun des panneaux officiels, et qu'il décrive l'inauguration comme « une horrible démonstration de puissance de la part de quelques parties de l'État turc ». Steven Sim, historien de l'art britannique, estime quant à lui que cette restauration, dans presque tous ses aspects, ne satisfait pas aux standards et pratiques modernes acceptables. Le gavit, pour prendre un exemple frappant, avait avant la restauration un toit légèrement bombé, presque plat, et non pentu ; le sol de la cathédrale était composé de dalles irrégulières : elles ont été remplacées par une dalle en ciment.

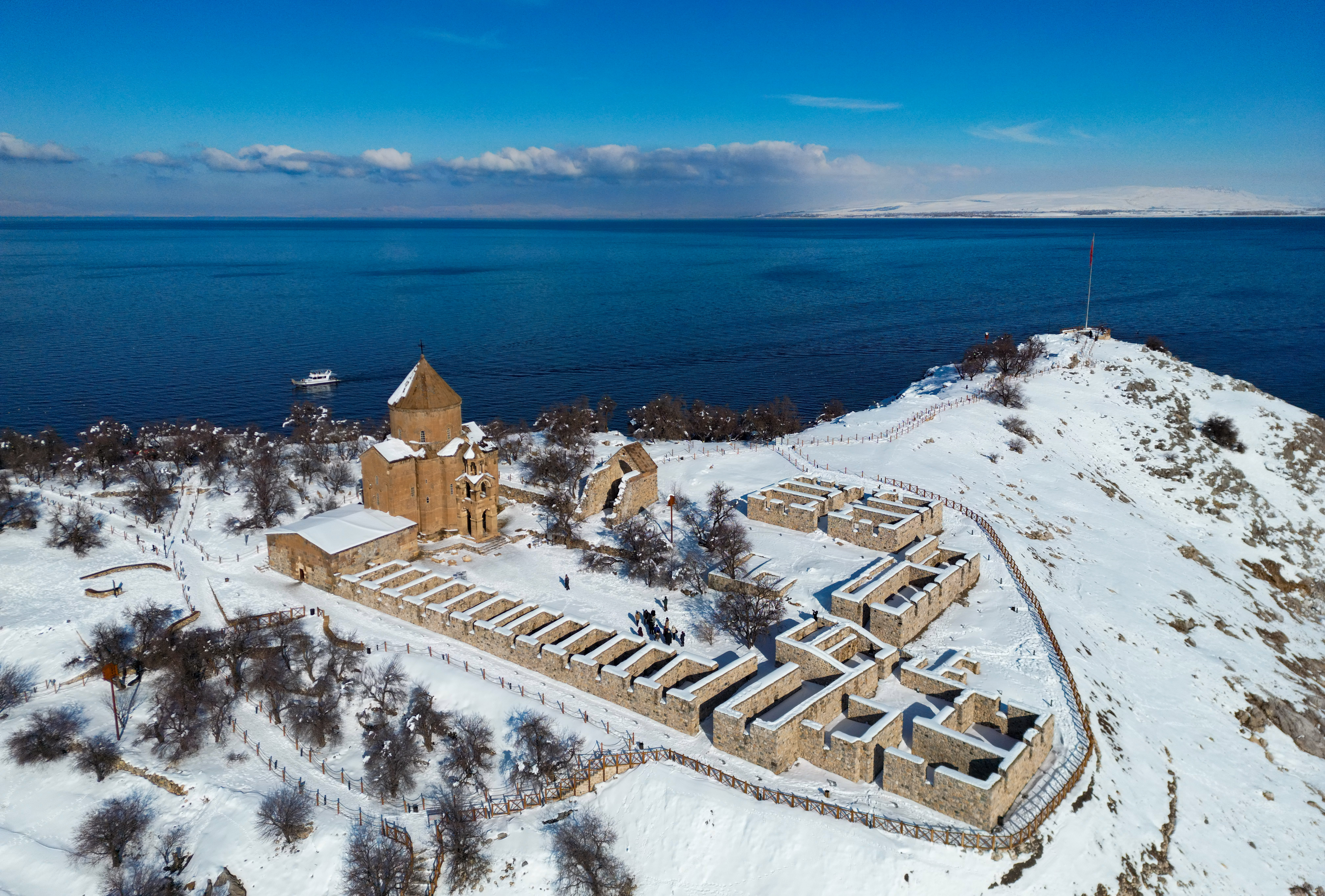
Vue aérienne de Sourp Khatch avec son gavit (à gauche) au toit moderne.

Une messe arménienne eut lieu dans cette église le 19 septembre 2010 pour la première fois depuis 1915, célébrée par l'archevêque Aram Atéchian.
Après la restauration et la mise en place d'une croix au sommet du dôme de l'église est apparue une fissure à la suite du séisme du 23 octobre 2011.
En 2018, une nouvelle messe s'y est tenue avec l'archevêque Aram Ateshian, vicaire général du patriarcat arménien de Turquie, et en présence du ministre turc de la Culture, Mehmet Nuri Ersoy.